# Gabby

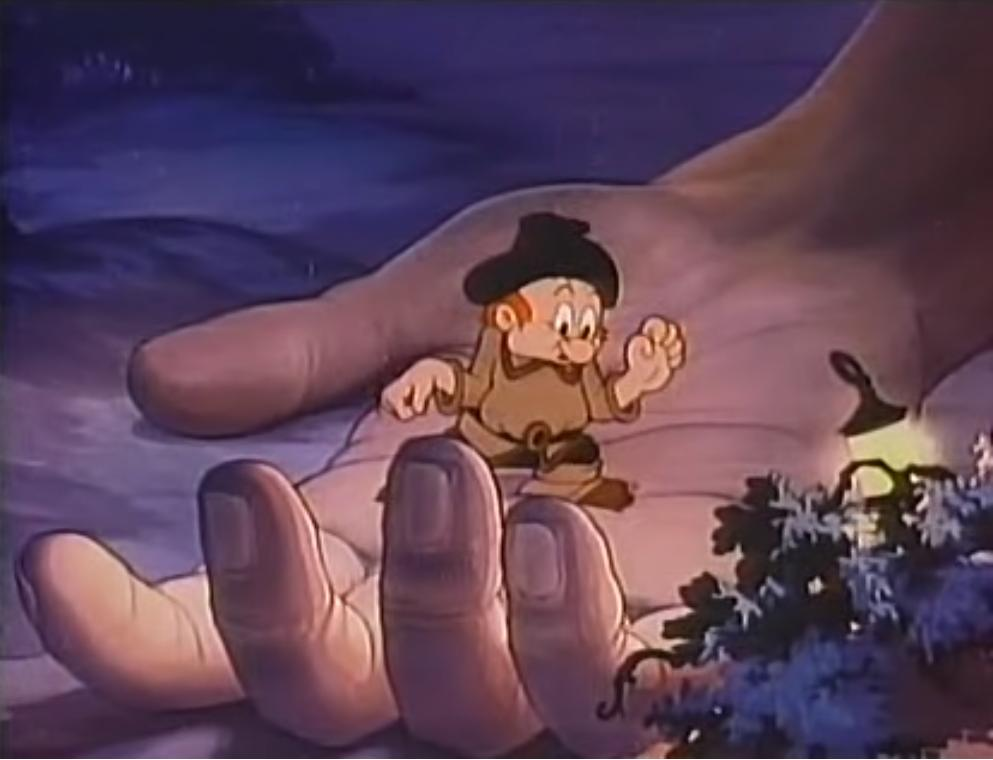
Gabby in Gullivers Reisen

Gabby ist eine männliche Cartoonfigur, die in den Studios von Max Fleischer entstanden ist. Der Vertrieb der Cartoons erfolgte über Paramount Pictures. 
Seinen ersten Auftritt als Stadtbüttel hatte er in dem Zeichentrickfilm Gullivers Reisen aus dem Jahr 1939. Auf Grund des Filmerfolges entstand während der Jahre 1940 bis 1941 eine kleine Serie um die Abenteuer von Gabby. Gabby wurde von Pinto Colvig synchronisiert.
1955 wurden die Rechte der Figur an die U.M.&M. T.V. Corp. verkauft. Das Unternehmen wurde schließlich Teil der National Telefilm Associates, diese wurde wiederum von Republic Pictures aufgekauft. 1999 kehrte Gabby wieder in den Besitz der Paramount Pictures Tochterfirma Viacom zurück. Heute sind die Cartoons in Amerika Public Domain Titel.
In dem Videospiel The Darkness ist in einem Fernseher eine komplette Folge zu sehen.

## Filmografie von Gabby
- 1939: Gullivers Reisen
- 1940: King For A Day
- 1940: The Constable
- 1941: All's Well
- 1941: Two For The Zoo
- 1941: Swing Cleaning
- 1941: Fire Cheese
- 1941: Gabby Goes Fishing
- 1941: It's A Hap-Hap-Happy Day